# Неоргански анхидрид
У неорганској хемији, анхидрид означава једињење које се може описати као продукт одузимања молекула воде од другог једињења (киселине или базе).
Из датих примера следи да је анхидрид Сумпорасте киселине сумпордиоксид, док је анхидрид калцијум хидроксида калцијум оксид. 
Primeri neorganskih anhidrida su:
- silicijum dioksid je anhidrid silicijumske kiseline:
- fosfor pentoksid je anhidrid fosforne kiseline: .
- vanadijum pentoksid je anhidrid vanadijeve kiseline: .
- sumpor trioksid je anhidrid sumporne kiseline: .
- hrom trioksid je anhidrid hromne kiseline:
- gvožđe(II)-oksid je anhidrid vodenih fero jona: